# Orthoux-Sérignac-Quilhan
Orthoux-Sérignac-Quilhan é uma comuna francesa na região administrativa de Occitânia, no departamento de Gard. Estende-se por uma área de 13,98 km². Em 2010 a comuna tinha 434 habitantes (densidade: 31 hab./km²).